# 141e régiment d'infanterie (France)
Le 141e régiment d'infanterie (141e RI) est un régiment d'infanterie de l'Armée de terre française créé sous la Révolution à partir de la 141e demi-brigade de première formation.

## Création et différentes dénominations
- 1794 : création de la 141e demi-brigade de bataille formée à partir des :
  - 1er bataillon du 77e régiment d'infanterie de ligne
  - 3e bataillon des volontaires de l'Aisne.
  - 7e bataillon des volontaires du Calvados.
- 1796 : dissout et incorporé dans 86e demi-brigade d’infanterie de ligne.
- 1813 : création du  141e régiment d’infanterie de ligne formé des cohortes 37e, 39e, 62e et 63e, Garde Nationale.
- 1814 : dissout et incorporé dans les vestiges des 43e et 85e régiments d’infanterie de ligne
- création  en 1873 du 141e régiment d’infanterie de ligne par le prélèvement de 3 compagnies sur chacun des 3e, 40e, 55e, 58e, 61e, 111e et 112e régiments d'infanterie de ligne.
- 1923 : renommé 141e régiment d’infanterie alpine jusqu'à sa dissolution après mai 1945.
- vers les années 1960 création en régiment de réserve affecté au centre mobilisateur 94 La Valette du Var dissolution le 06 janvier 1998.

## Colonels/Chef de brigade
- En 1794 : chef de brigade Jean Moran Armspach.
- En 1813 : colonel Pierre Pignet.
- 1880 : colonel Étienne Joseph Marie Servel
- 1883 : colonel Eugène-Jean-Charles Roussel
- 1893 à 1898 : colonel Louis Herson
- 1898 à 1905 : colonel J. P. François Couilleau
- 1939 : colonel Manhès.
- 1940 : colonel Granier.
- 1977/1997 : chefs de corps de réserve colonel
- colonel Lagache
- colonel Ambrosino
- colonel Haslin
- colonel Baud
- colonel Rey jusqu’à la dissolution.

## Historique des garnisons, combats et batailles

### Guerres de la Révolution et de l'Empire
- 1794 : Quiberon.
- 1795 : Expédition de Saint-Domingue.
- 1813 : Campagne d'Allemagne
  - Bataille de Lutzen,
  - Bataille de Bautzen,
  - Bataille de Wurschen,
  - 16-19 octobre : Bataille de Leipzig
  - Bataille de Hanau.
- 1814: Campagne de France (1814)
  - Bataille de Paris (1814)

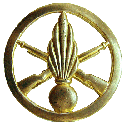
insigne de béret d'infanterie

Le régiment est licencié à la Seconde Restauration.
Son numéro reste vacant jusqu'en 1873

### 1873 à 1914
Le 141e régiment d'infanterie de ligne est créé par décret en date du 29 septembre 1873 à l'aide d'un prélèvement de 3 compagnies opéré sur chacun des sept autres régiments du 15e corps d'armée à savoir : 
- 3 compagnies du 3e régiment d'infanterie de ligne
- 3 compagnies du 40e régiment d'infanterie de ligne
- 3 compagnies du 55e régiment d'infanterie de ligne
- 3 compagnies du 58e régiment d'infanterie de ligne
- 3 compagnies du 61e régiment d'infanterie de ligne
- 3 compagnies du 111e régiment d'infanterie de ligne
- 3 compagnies du 112e régiment d'infanterie de ligne

En 1881, alors en garnison à Avignon, il envoie 2 bataillons pour l'expédition de Tunisie.

### Première Guerre mondiale
Casernement en 1914 : Marseille, Salon-de-Provence, Saint-Chamas, 58e brigade d'infanterie, 29e division d'infanterie, 15e corps d'armée.

#### 1914
Le 10 août 1914 en Lorraine ce jour-là, au cours d’une charge à la baïonnette au nord-est de Lunéville, les hommes se font hacher par l’artillerie lourde allemande et, le 14 août, dans l’assaut du village de Montcourt, ils prennent conscience que la guerre ne sera pas l’affaire de corps à corps mais de puissance de feu. Il est présent pendant la bataille de La Marne, puis en Argonne, à la cote 304.

#### 1915
Offensives d'Argonne.

#### 1916
Bataille de Verdun, en Flandres, dans la Somme et dans la Meuse à proximité d'Haucourt-la-Rigole.

#### 1917
Belgique, secteur de l'Yser, Nieuport, secteur de Merkem.

#### 1918
Dans la Somme, à Verdun, dans L'Aisne, tranchée du gradin, moulin de Laffaux, Vaudesson, ferme Rosay.

### Entre-deux-guerres

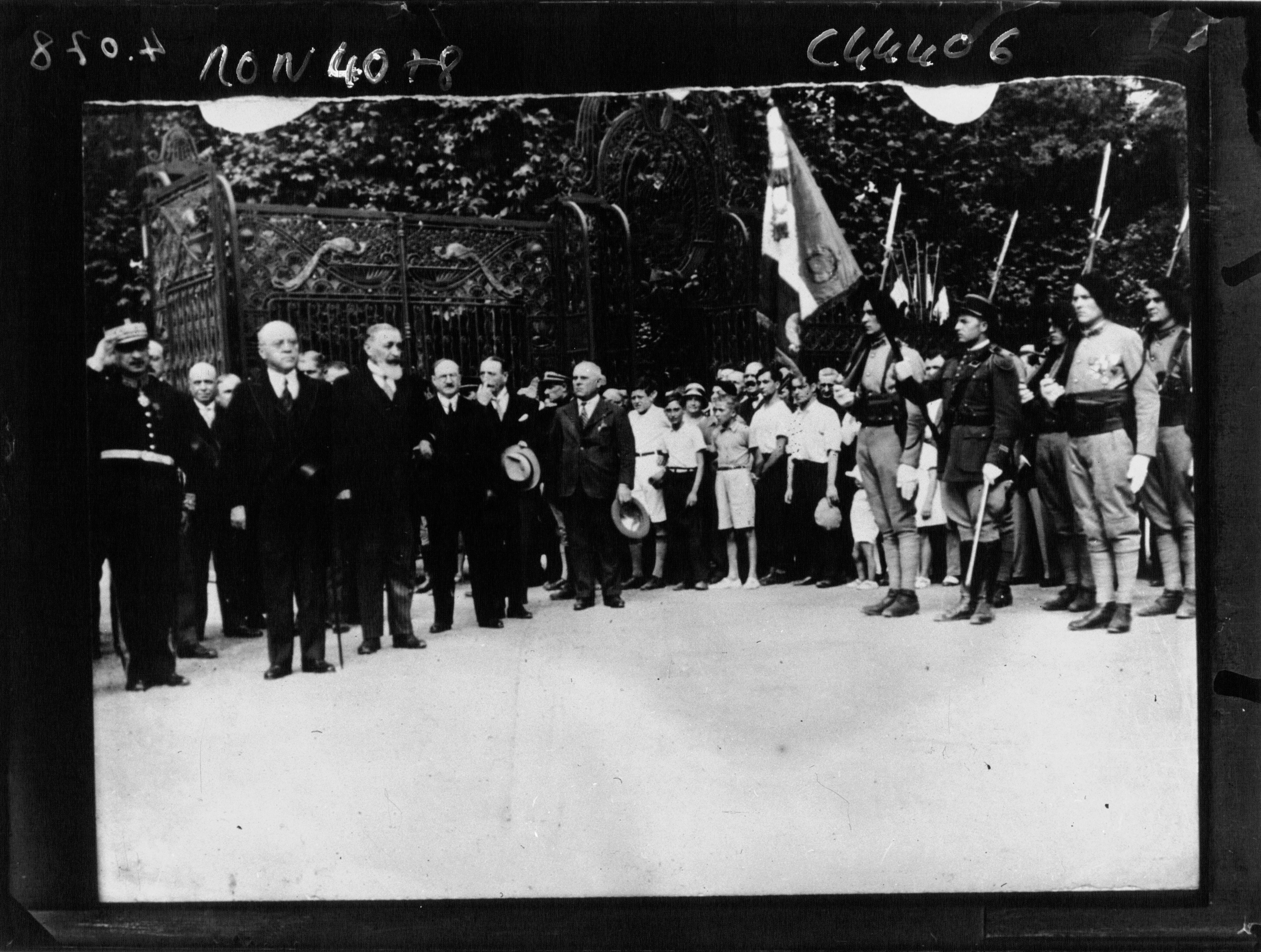
Le drapeau du et sa garde saluent le ministre Albert Sarraut à Marseille en 1932.

Le régiment devient régiment d'infanterie alpine dans les années 1920-1930. Le régiment est caserné à Marseille et Draguignan et est rattaché à la 58e brigade d'infanterie alpine de la 29e division d'infanterie.

### Seconde Guerre mondiale
Il est mobilisé en 1939 sous les ordres du colonel Manhés. Il appartient à la 30e division d'infanterie alpine.
Affecté d'abord à l’armée des Alpes, il s'est installé en réserve du XVe Corps d'Armée, dans la région de Grasse, jusqu'en octobre 1939. Il est introduit en secteur sur le plateau de Forbach, en avant de la ligne Maginot. Le colonel Manhés ayant été nommé sous-chef d'État-Major, le colonel Granier prend le commandement du régiment.
Au milieu de mars, avec la 30e DI le 141e RIA est envoyé en avant poste dans la région des Basses-Vosges à l'est de la région de Bitche. De mai à juin 1940 sur le canal de la Somme, sur le canal du Nord, au Bois-le-Roi, sur la Loire, l'ennemi n'a jamais pu le chasser des positions qu'il avait mission de tenir[Information douteuse].
Le 12 avril 1940, il est désigné pour partir en Norvège.
Au sein de la 30e DI, il est remplacé par le 49e RIF (Régiment d'infanterie de Forteresse)
Les évènements de mai font qu'il reste en Métropole. Avec le 140e RIA, provenant de la 27e DI Alpine et qui devait aussi partir en Norvège, il forme l'infanterie de la 3e DLI (Division légère d'Infanterie) qui se bat pour défendre le pont de Ham et le canal de la Somme.
À sa gauche, combat la 29e DI Alpine qui va devoir plier sous l'assaut des blindés allemand.
Le 25 juin, à l'Armistice le régiment se trouve sur la voie ferrée de Chalus à Nexon, le colonel Granier peut dire à ses hommes : « Le 141e garde la fierté de n'avoir jamais été battu par l'ennemi. » Le cœur serré passe son régiment en revue. c'est un beau régiment de vainqueurs à l'œil fier, à l'allure dégagée qui défile devant lui, non un troupeau de vaincus, un régiment toujours prêt à se battre, et qui, les larmes aux yeux, a déposé les armes.
Reformé en 1944 comme 141e régiment d'infanterie alpine, il participe à la reconquête du col de Larche (22-26 avril).

#### Composition en 1939

##### État-Major
- Colonel GRANIER Commandant
- Commandant BILLOT Chef de l’E-M
- Capitaine LAURENS Officier « Z »
- Lieutenant POMPIDOU Off. de Renseignement
- Lieutenant SYLVANER Officier de liaison
- Lieutenant MAURIN Officier des détails
- Commandant LECONTE Médecin-Chef
- Lieutenant BARDOULAT Vétérinaire

Compagnie de Commandement
- Capitaine ORTOLAN Commandant
- Lieutenant LAUZE Section Trans
- Lieutenant ZWICKY Section Pionniers
- Sous-Lieutenant LANZA Section Éclaireurs Moto

Compagnie Hors-Rang
- Lieutenant TEYCHENE Commandant
- Sous-Lieutenant AUBRY Ravitaillement
- Lieutenant BONNASSE Approvisionnement
- Lieutenant BRODUT Dépannage
- Lieutenant FRANCESCHI Dentiste

Compagnie Régimentaire d’Engins
- Lieutenant TOURNEL Commandant
- Lieutenant GRANDJEAN Chef 1ère Section
- Sous-Lieutenant FABRE Chef 2e Section

##### IerBataillon
- Chef de Bataillon  PERALDI Commandant
- Capitaine  CHAMPEAUX Adjudant Major
- Sous-Lieutenant  ROURE Officier adjoint
- Lieutenant  RIMBAL Médecin
- Lieutenant  POCACHARD Chef de la SES

1re Compagnie
- Capitaine RABILLOUD Commandant
- Lieutenant MICHEL Chef de Section
- Sous-Lieutenant GERVASY Chef de Section (blessé)
- Lieutenant MARTINET Chef de Section

2e Compagnie
- Capitaine REBOUL Commandant
- Sous-Lieutenant LABROT Chef de Section
- Sous-Lieutenant BOURRELY Chef de Section
- Sous-Lieutenant BONNAUD Chef de Section

3e Compagnie
- Capitaine ROUY Commandant
- Lieutenant FORTOUL Chef de Section
- Sous-Lieutenant BETTINI Chef de Section

C.A.B 1
- Capitaine FRANCOIS Commandant
- Lieutenant BOUDON Chef de Section
- Sous-Lieutenant PIERRET Chef de Section

##### IIeBataillon
- Chef de Bataillon Marie Ferdinand Édouard DE BUYER Commandant (décédé le 12 juin 1940)
- Capitaine LAURENT Adjudant Major
- Lieutenant GOUYON Adjoint
- Lieutenant AVIERINOS Médecin
- Sous-Lieutenant VIGEOZ Chef de la SES

5e Compagnie
- Capitaine DAZET Commandant
- Sous-Lieutenant PONTAL Chef de Section
- Sous-Lieutenant STEPHANI Chef de Section

6e Compagnie
- Capitaine PETRE Commandant
- Lieutenant GALY Chef de Section
- Lieutenant SAUER Chef de Section
- Sous-Lieutenant RAMEL Chef de Section

7e Compagnie
- Lieutenant ROUX Commandant
- Lieutenant MALLIE Chef de Section (tué le 24 mai 1940 à Ham)
- Lieutenant LIONS Chef de Section
- Sous-Lieutenant TOUBA Chef de Section

C.A.B. 2
- Capitaine HANS Commandant
- Sous-Lieutenant JOOS Chef de Section
- Sous-Lieutenant AUDIBERT Chef de Section
- Sous-Lieutenant CHATRIEUX Chef de Section

##### IIIeBataillon
- Chef de Bataillon TUFFELLI Commandant
- Capitaine DE BOUSQUET Adjudant Major
- Lieutenant LAZZARINI Officier Adjoint
- Lieutenant GARDES Médecin
- Lieutenant STALLA BOURDILLON Chef de la SES

9e Compagnie
- Capitaine BERBRECHT Commandant
- Lieutenant CLAIREPOND Chef de Section
- Sous-Lieutenant ROURE Chef de Section
- Sous-Lieutenant RACINE Chef de Section

10e Compagnie
- Capitaine ESTADIEN Commandant
- Lieutenant COSTE Chef de Section
- Sous-Lieutenant PAGES Chef de Section
- Sous-Lieutenant BATTESTINI Chef de Section

11e Compagnie
- Lieutenant COULON Commandant
- Lieutenant GAFFAJOLI Chef de Section
- Sous-Lieutenant GIRAUD Chef de Section
- Sous-Lieutenant MICHEL Chef de Section

C.A.B. 3
- Lieutenant SANTRAILLES Commandant
- Lieutenant GOLETY Chef de Section
- Sous-Lieutenant VERAND Chef de Section
- Sous-Lieutenant BROUSSE Chef de Section

### Après 1945
Date inconnue mais à partir des années 60-70 jusqu'à sa dissolution le 8 janvier 1998 le 141e RIA était mobilisé dans les quartiers du Centre Mobilisateur 94 (CM94) à La Valette-du-Var (près de Toulon). C'était devenu un régiment de réserve comme bien d'autres régiments de la même époque. Il assurait la défense externe de la base navale de Toulon et était composé de 4 compagnies d'infanterie de réservistes, issus des anciens appelés et anciens cadres d'active.
Le 14 juillet 2011 le drapeau du 141e RI défile à Toulon. Sa garde est exclusivement composée de réservistes.

## Drapeau

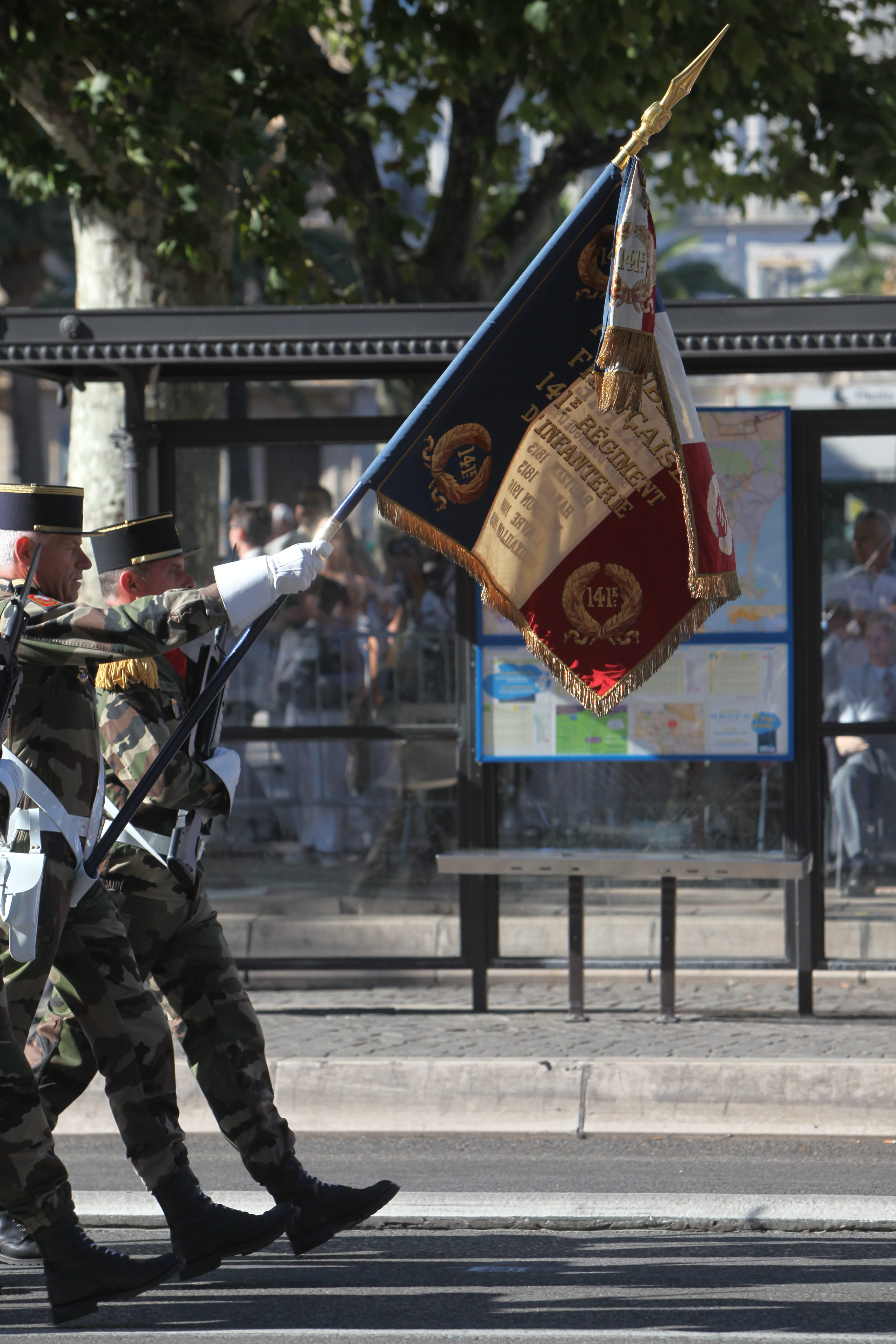
Le drapeau au 14 juillet 2011 à Toulon

Il porte, cousues en lettres d'or dans ses plis, les inscriptions suivantes,

sur l'avers :
- République française
- 141e régiment d'infanterie

et sur le revers :

Honneur et Patrie

ainsi que le nom des batailles où le régiment s'est illustré :
- Saint-Domingue 1795
- Lützen 1813
- Bautzen 1813
- Hanau 1813
- Verdun 1916
- L'Avre 1918
- Vauxaillon 1918

## Décorations

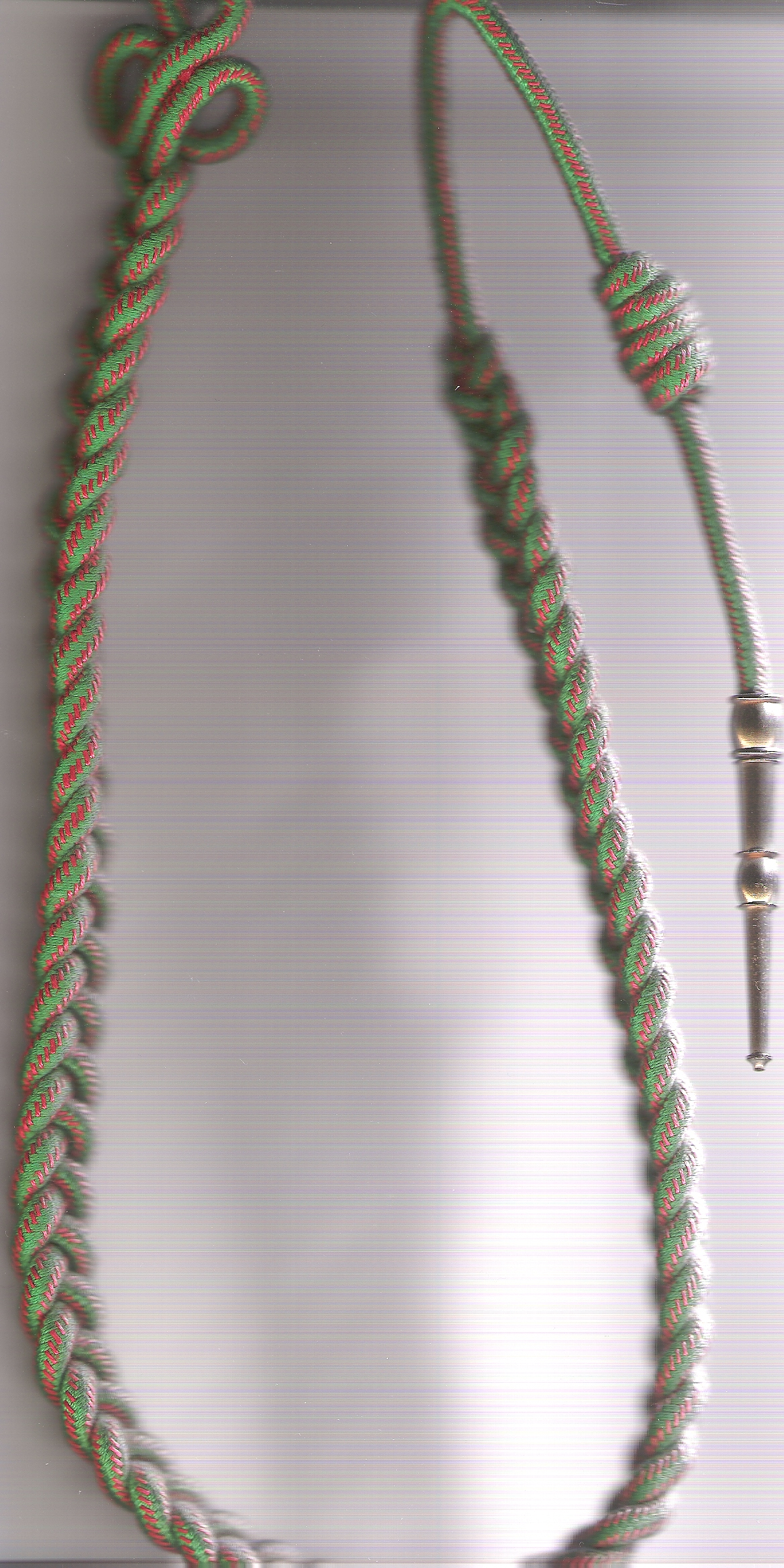
Fourragère aux couleurs du ruban de la croix de guerre 1914-1918

Sa cravate est décorée de la croix de guerre 1914-1918 avec deux citations à l'ordre de l'armée.
Il a le droit au port de la fourragère aux couleurs du ruban de cette médaille.

## Personnalités ayant servi au régiment
- Jacques Aupick (1789-1857), futur beau-père de Charles Baudelaire, capitaine au 141e de ligne en 1813 ;
- Benoît Besson (1876-1969), général, est colonel au 141e RI en 1922 ;
- Pierre Paul Bonnefond (1887-1947), général, est officier au 141e RI en 1919 ;
- Jean Bouin (1888-1914), coureur de fond, effectue son service militaire en 1910 au 141e RI ;
- François Michel Brayer (1788-1848) alors chef de bataillon
- Pierre Cabotte (1874-1953), général, est lieutenant au 141e RI en 1907 ;
- Roger Giraud (1909-1944), résistant, s'engage au 141e RIA en 1928 ;
- Émile Hector Hache (1850-1931), général, est chef de bataillon au 141e RI en 1894 ;
- Jean d'Hers (1910-1945), résistant et compagnon de la Libération, sert au 141e RIA à sa sortie de Saint-Cyr en 1929 ;
- Maurice Plantier (1913-1944),  résistant et compagnon de la Libération, sert au 141e RIA pendant la bataille de France ;
- Georges Pompidou (1911-1974), président de la République, est lieutenant au 141e RIA en 1939-1940 (officier de renseignement), il reçoit la croix de guerre en 1940.
- Marcel Pourchier (1897-1944), expert du combat en haute-montagne et résistant, est rattaché au 141e RIA en 1930 ;
- Henri Varna (1887-1969), comédien, s'engage au 141e RI en 1906 ;

### Sources et bibliographie
- le gone, « ORGANIGRAMME DU 141ème RIA », sur forumactif.com, Militaria1940, 27 février 2019 (consulté le 31 décembre 2023)
- « Historique des combats du 141e RIA », sur mathieuvaldivia.free.fr (consulté le 31 décembre 2023)
- http://www.veterans.fr/images/docs-site/1939-1945/des-evenements/1940-05-18-Gloire-au-Regiment-de-Marseille-%20141-RIA.pdf
- https://www.legifrance.gouv.fr/jorf/id/JORFTEXT000000747723
- « Armée de Terre Française 1940 », sur atf40.fr (consulté le 31 décembre 2023)
- Marseille 1914-1918 de Jean Yves le Naour édité par les Éditions Qui Vive.
- La 29e D.I. et le 141e R.I.A. au feu (1939-1940) de Henri Giraud, 1941, éditions Leconte.
- Bibliographie fournie par le musée du château de Vincennes.
- Serge Andolenko, Recueil d'historiques de l'infanterie française, Paris, Eurimprim, 1969, 413 p. (OCLC 23418405)
- Mangematin, Historique du 141e régiment d'infanterie pendant la guerre 1914-1918, Nancy, Berger-Levrault, 1920, 25 p. (lire en ligne).
- « le 141e RI », sur chtimiste.com/